# Práctica cultural
La práctica cultural es la manifestación en acciones concretas de una cultura o subcultura, especialmente con relación a las prácticas tradicionales y consuetudinarias de un particular étnico u otro grupo cultural.  En el sentido más amplio, este concepto puede aplicar a cualquier persona que manifiesta cualquier aspecto de cualquier cultura en cualquier tiempo.  Aun así, en su uso práctico, a menudo refiere a las prácticas tradicionales desarrolladas dentro de culturas étnicas concretas, especialmente aquellos aspectos de la cultura que ha sido practicada desde tiempos antiguos.
El término ha obtenido importancia debido a la controversia aumentada sobre "derechos de práctica cultural", los cuales están protegidos en muchas jurisdicciones para pueblos indígenas y a veces minorías étnicas.  Es también un componente importante del campo de estudios culturales, y es un foco primario de trabajos internacionales como la declaración de las Naciones Unidas sobre los derechos de los pueblos indígenas.
La práctica cultural es también un tema de discusión en cuestiones de supervivencia cultural.  Si un grupo étnico retiene su identidad étnica formal pero pierde sus prácticas culturales nucleares o el conocimiento, recursos, o capacidad de continuarles, surgen cuestionamiento respecto a si la cultura es capaz de sobrevivir en absoluto.  Cuerpos internacionales como las Foro Permanente para las Cuestiones Indígenas de las Naciones Unidas continuamente han trabajado estos asuntos, los cuales son cada vez más relevantes en el marco de los cuestionamientos a la globalización.

## Ejemplos
- Prácticas religiosas y espirituales
- Prácticas de tratamiento médico
- Formas de expresión artística
- Preferencias dietéticas y prácticas culinarias
- Instituciones culturales
- Administración de recursos naturales
- Vivienda y construcción
- Prácticas de cuidado infantil
- Gobernanza, liderazgo y resolución de conflicto
- Relaciones de poder
- Prácticas culturales internacionales
- Prácticas de vida cotidiana (incluyendo relaciones de casa)
- Prácticas de moda (ropa, Disfraces etc..)

## Calificaciones
La cuestión real de qué califica como una práctica cultural legítima es un tema  de mucho debate legal y comunitario étnico.  La cuestión surge en áreas polémicas como la mutilación genital, prácticas de caza y recolección indígenas, y la cuestión de autorizar  practicantes médicos tradicionales.
Muchas culturas tradicionales reconocen a los miembros fuera de su etnicidad como practicantes culturales, pero solo bajo circunstancias especiales.  Generalmente, el conocimiento o el título tienen que ser pasados de manera tradicional, como el conocimiento familiar compartido a través de adopción, o a través de un maestro de aquella práctica que escoge un estudiante particular que muestra cualidades deseables para la misma, y le enseña personalizadamente los valores y sistemas de creencia centrales de la cultura.  El grado al cual estos practicantes no étnicos son capaces de ejercitar derechos "consuetudinarios y tradicionales", y el grado en el cual su práctica está reconocida como válida, es a menudo un tema de debate considerable entre indígenas y otras comunidades étnicas, y a veces con los sistemas legales bajo qué esta función de comunidades.  La diferencia entre practicantes culturales no nativos bona fide y la piratería cultural, o apropiación cultural, es un asunto importante dentro del estudio de globalización y modernización.

## Evolución de cultura
La evolución de las culturas tradicionales es un tema de mucha discusión en foros legales, académicos, y  comunitarios.  Es generalmente aceptado que todas las  culturas están en algún grado en un estado continuo de evolución sociocultural.  Aun así, importantes cuestiones rodean la legitimidad de nuevas expresiones culturales evolucionadas, especialmente cuándo estas están influidas por la modernización o por la influencia de otras culturas. Asimismo, existe un debate significativo acerca de la fuente de evolución: por ejemplo, una comunidad indígena puede aceptar el uso de materiales no autóctonos en la creación de artes tradicionales, pero puede rechazar solicitudes de permiso para ciertos propósitos de reunión; la diferencia central que es que uno es una evolución cultural interna, mientras el otro es externamente conducido por la sociedad o cuerpo legal que rodea la cultura.